# Leyla Vekilova
Leyla Vekilova (en azéri : Leyla Məhəd qızı Vəkilova, né le 27 janvier 1927 à Bakou, où elle est décédée le 21 février 1999) est une ballerine et professeure de ballet azerbaïdjanaise.

## Biographie

### Éducation
Leyla Vekilova suit des cours de ballet à l'école de chorégraphie de Bakou auprès de la ballerine azerbaïdjanaise Gamar Almaszadeh. En 1945, elle part à Moscou pour acquérir une expérience dans le domaine du ballet à l'Académie de chorégraphie de Moscou.

### Parcours professionnel
De retour à Bakou en 1946, elle fait sa première performance de ballet dans le rôle de Tao Khoa dans The Red Poppy de Reinhold Glière au Théâtre académique d'opéra et de ballet de l'Azerbaïdjan où elle travaillera pendant les 30 années suivantes. Ses premières performances dans les ballets azerbaïdjanais d'Afrasiyab Badalbeyli, Soltan Hadjibeyov, Gara Garayev, Fikret Amirov et Arif Melikov lui ont valu une grande renommée.  À partir de 1953, elle enseigne le ballet à l'École de chorégraphie de Bakou.
En 1959, elle participe à la Décennie de la littérature et de l'art azerbaïdjanais à Moscou. En 1967, elle obtient le titre d'artiste du peuple de l'URSS.
Elle dirige l'Ensemble de chants et de danses folkloriques de l'État d'Azerbaïdjan fondé par son professeur Gamar Almaszadeh. En 1972, à l'âge de 45 ans, Leyla Vakilova se retire du ballet et poursuit sa carrière d'enseignante à l'École de chorégraphie jusqu'à sa mort en 1999.

## Distinctions
- Décret honoraire du Présidium du Soviet suprême de la RSS d'Azerbaïdjan (28 janvier 1977)[5]
- Artiste du peuple d'Azerbaïdjan
- Artiste du peuple de l'URSS
- Ordre de Lénine
- Ordre de la Gloire